# Sibusiso Zuma
Sibusiso Wiseman Zuma (født 23. juni 1975) er en sydafrikansk tidligere fodboldspiller, der spillede i en række forskellige klubber, herunder danske F.C. København og på det sydafrikanske landshold. Zuma spillede som angriber, men blev også benyttet på midtbanen.
Han er mest kendt for sit saksesparkmål for FCK mod Brøndby i "guldfinalen" i 2001 som afgjorde mesterskabet.

## Karriere
Zuma begyndte sin karriere for de sydafrikanske klubber Mighty Pa, African Wanderers og Orlando Pirates. I juni 2000 kom han til den danske klub FC København, hvor han blomstrede som spiller. Han hjalp klubben med at vinde sit andet danske fodboldmesterskab og blev stemt ind i klubbens hall of fame for sin fremragende indsats i løbet af 2004-05 sæsonen. Efter 5 ½ år i FC København blev Zuma solgt til den tyske Bundesligaklub Arminia Bielefeld for 1 million euro i juli 2005.

### Mamelodi Sundowns
Den 21. juni 2008 skrev Sibusiso Zuma kontrakt med den sydafrikanske klub Mamelodi Sundowns. Han forlod klubben igen i sommeren 2009, og i oktober 2009 endte en prøvetræning i danske FC Nordsjælland med, at han skrev kontrakt med klubben og vendte tilbage til dansk fodbold.

### FC Nordsjælland
Den 16. oktober skrev han en et-årig kontrakt med den danske klub FC Nordsjælland. Den 8. november 2009 scorede Zuma sit første og eneste mål for FC Nordsjælland i klubbens 1-0 sejr over SønderjyskE. Zumas kontrakt udløb i 2010, og FC Nordsjælland valgte ikke at forlænge den.

### Vasco da Gama
Den 2. august 2010 skrev Zuma en et-årig kontrakt med den sydafrikanske klub Vasco da Gama.

### Super Sport United
Zuma sluttede karrieren af i sydafrikanske Super Sport United. Kontrakten ophørte i sommeren 2014 og indstillede officielt karrieren i februar 2015 i en alder af 39 år.

## Landsholdskarriere
Han har repræsenteret Sydafrika i 67 kampe. Han spillede for sit land ved VM i fodbold 2002. Zuma var anfører på Sydafrikas fodboldlandshold i 2006 ved African Cup of Nations-turneringen.

## Skudhændelsen i 2007
Den 25. juni 2007 blev det rapporteret, at Zuma havde været involveret i en hændelse i sit hjemland Sydafrika. Efter et skænderi var der påstande om, at han truede med at skyde en gruppe mænd til en fest i Kokstad. Det lokale politi undersøgte situationen, og Zuma var forhindret i at forlade landet i en periode.

## Klubber som spiller
- Supersport United, Sydafrika
- Vasco da Gama (Sydafrika)
- FC Nordsjælland (Danmark)
- Mamelodi Sundowns (Sydafrika)
- Arminia Bielefeld (Tyskland)
- FC København – 188 kampe / 53 mål (var topscorer i klubben i 2001)
- Orlando Pirates (Sydafrika)
- African Wanderers (Sydafrika)
- Mighty Pa (Sydafrika)
- Super Sport United (Sydafrika)

## Spillerhæder
- 2001 Årets spiller i FC København
- 2007 Bedste spiller i FC København nogensinde.